# Teresa Lorca
Teresa Lorca (* 25. Mai 1943 in Sevilla, Spanien; nach anderen Angaben 1947) ist eine ehemalige spanische Flamencotänzerin und Schauspielerin. In den 1960er Jahren wurde sie unter anderem mit den Filmen Der Schatz der Azteken und Die Pyramide des Sonnengottes als Aztekenprinzessin Karja bekannt.

## Leben
Teresa Lorca war als Flamencotänzerin in einem Tanz-Lokal in Madrid engagiert. Durch seinen Bruder Wolf Brauner, der sich bei einer Vorstellung unter den Gästen befand, engagierte der Berliner Filmproduzent Artur Brauner kurzerhand Lorca als Schauspielerin für seine geplanten Mexiko-Abenteuer Der Schatz der Azteken und Die Pyramide des Sonnengottes. Mit ihrer Großmutter reiste Lorca nach Dubrovnik, wo die Dreharbeiten stattfanden. Hier lernte sie den französischen Schauspieler Gérard Barray kennen, den sie später heiratete. Lorca und Barray bekamen zwei Kinder. Während der Karriere ihres Mannes ließ sie sich in Marbella nieder, wo sie jahrelang eine Boutique betrieb.

## Filmografie
- 1963: La Revoltosa
- 1965: Der Schatz der Azteken
- 1965: Die Pyramide des Sonnengottes
- 1970: Et qu'ça saute!